# Loi de programmation pour la cohésion sociale
En France, la loi n° 2005-32 de programmation pour la cohésion sociale du 18 janvier 2005 contient des mesures issues du plan de cohésion sociale présenté en 2004 par le ministre Jean-Louis Borloo.

## Axes de la loi
Cette loi couvre trois domaines principaux, sur lesquels le gouvernement annonce  consacrer un budget de 12,7 milliards d'euros de 2005 à 2009 :
- Emploi : maisons de l'emploi, incitations fiscales et mesures relatives à l'apprentissage, création d'un « contrat d'avenir » pour les allocataires de minima sociaux, aides à la création d'entreprises pour les chômeurs, mesures relatives aux restructurations d'entreprises
- Logement : mesures visant la réalisation de 500 000 logements sociaux en cinq ans, la remise sur le marché de 100 000 logements vacants du parc privé et le renforcement du dispositif d'accueil et d'hébergement d'urgence, création des établissements publics fonciers et d'aménagement pour faciliter les opérations foncières.
- Égalité des chances : renforcement de la dotation de solidarité urbaine, création des « équipes de réussite éducative » en école primaire et dans les collèges (rentrée 2005), mesures relatives à l'emploi des femmes sortant d'un congé maternité, création de l'agence nationale de l'accueil des étrangers et des migrations (ANAEM) et généralisation de contrat d'accueil et d'intégration.

Elle a créé le Contrat d'accompagnement dans l'emploi et le contrat d'avenir.